# L'amour est quelque part... en Belgique

L'amour est quelque part... en Belgique (ou L'amour est quelque part) est un film belge réalisé par Gaston Schoukens en 1955 et sorti l'année d'après dans les salles.

## Fiche technique
- Réalisateur : Gaston Schoukens
- Scénario : E. Olin
- Dialogues : Max Moreau, Marcel Roels
- Photographie : Paul Flon
- Musique : José Fontaine (compositeur)
- Décors : Suzanne Varlet
- Montage : Gaston Schoukens (sous le pseudonyme de Félix Bell)
- Société de production : Coro Films (Bruxelles)
- Producteur : Gaston Schoukens
- Pays de production : Belgique
- Langue : français
- Format : 35 mm (positif & négatif), noir et blanc
- Genre : Comédie
- Durée : 68'
- Date de sortie : 
  - Belgique : 13 janvier 1956

## Distribution
- Victor Guyau : le curé
- Jean-Pierre Loriot : le lieutenant
- Claire Maurier : Lili
- Betty Line : la bonne du curé
- Marcel Roels : le docteur
- Georgette Maxane : la femme du docteur
- Gaston Derblay
- Pierre Motte
- Roger Midrolet
- Fernand Guiot
- Nand Buyl
- Raoul Louard
- Cyriel Van Gent